# Cự Nẫm
Cự Nẫm là một xã cũ thuộc huyện Bố Trạch, tỉnh Quảng Bình, Việt Nam.

## Lịch sử
Ngày 16 tháng 6 năm 2025, Ủy ban Thường vụ Quốc hội ban hành Nghị quyết số 1680/NQ-UBTVQH15 về việc sắp xếp các đơn vị hành chính cấp xã của tỉnh Quảng Trị năm 2025. Theo đó, sắp xếp toàn bộ diện tích tự nhiên, quy mô dân số của các xã Hưng Trạch, xã Cự Nẫm, xã Vạn Trạch, xã Phú Định thành xã mới có tên gọi là xã Bố Trạch.

## Địa lý
Xã Cự Nẫm nằm ở phía bắc huyện Bố Trạch, có vị trí địa lý:
- Phía đông bắc giáp xã Hạ Trạch
- Phía tây bắc giáp xã Liên Trạch
- Phía tây giáp xã Hưng Trạch
- Phía nam giáp xã Phú Định
- Phía đông nam giáp xã Vạn Trạch
- Phía đông giáp xã Sơn Lộc.

Xã Cự Nẫm có diện tích 32,82 km², dân số năm 2019 là 6.770 người, mật độ dân số đạt 206 người/km².

## Hành chính
Xã Cự Nẫm được chia thành 13 thôn: Nam Nẫm, Đông Nẫm, Bắc Nẫm, Tân Nẫm, Trung Nẫm, Tây Nẫm, Sen Nẫm, Hà Môn, Trung Sơn, Đông Sơn, Hòa Sơn, Nguyên Sơn, Mỹ Sơn.